# Zakład Karny w Kłodzku

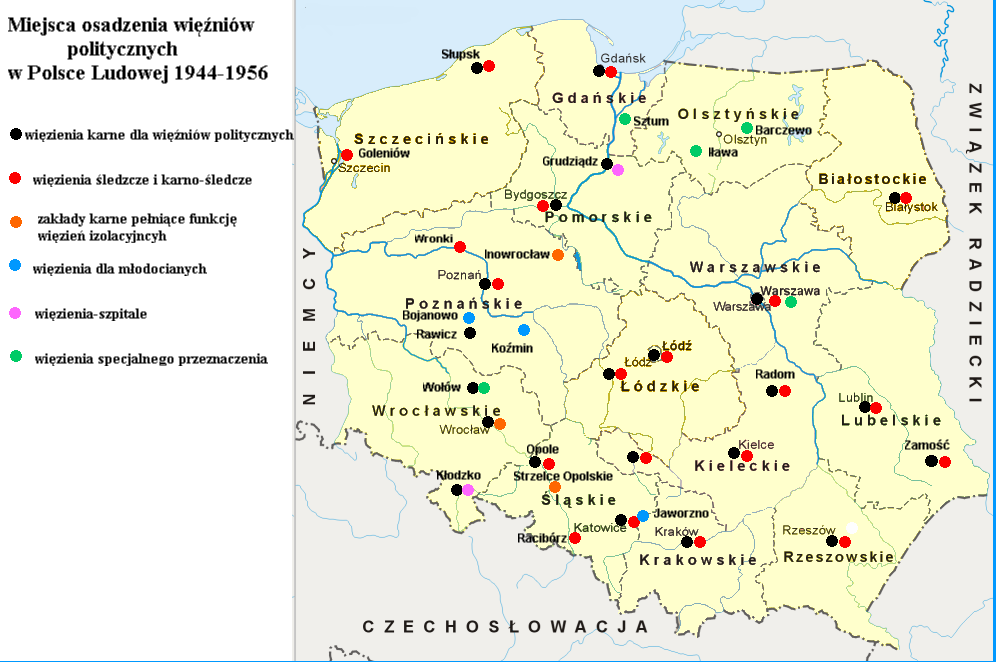
Miejsca osadzenia więźniów politycznych w Polsce Ludowej 1944-1956

Zakład Karny w Kłodzku – jednostka typu zamkniętego dla recydywistów penitencjarnych w Kłodzku.

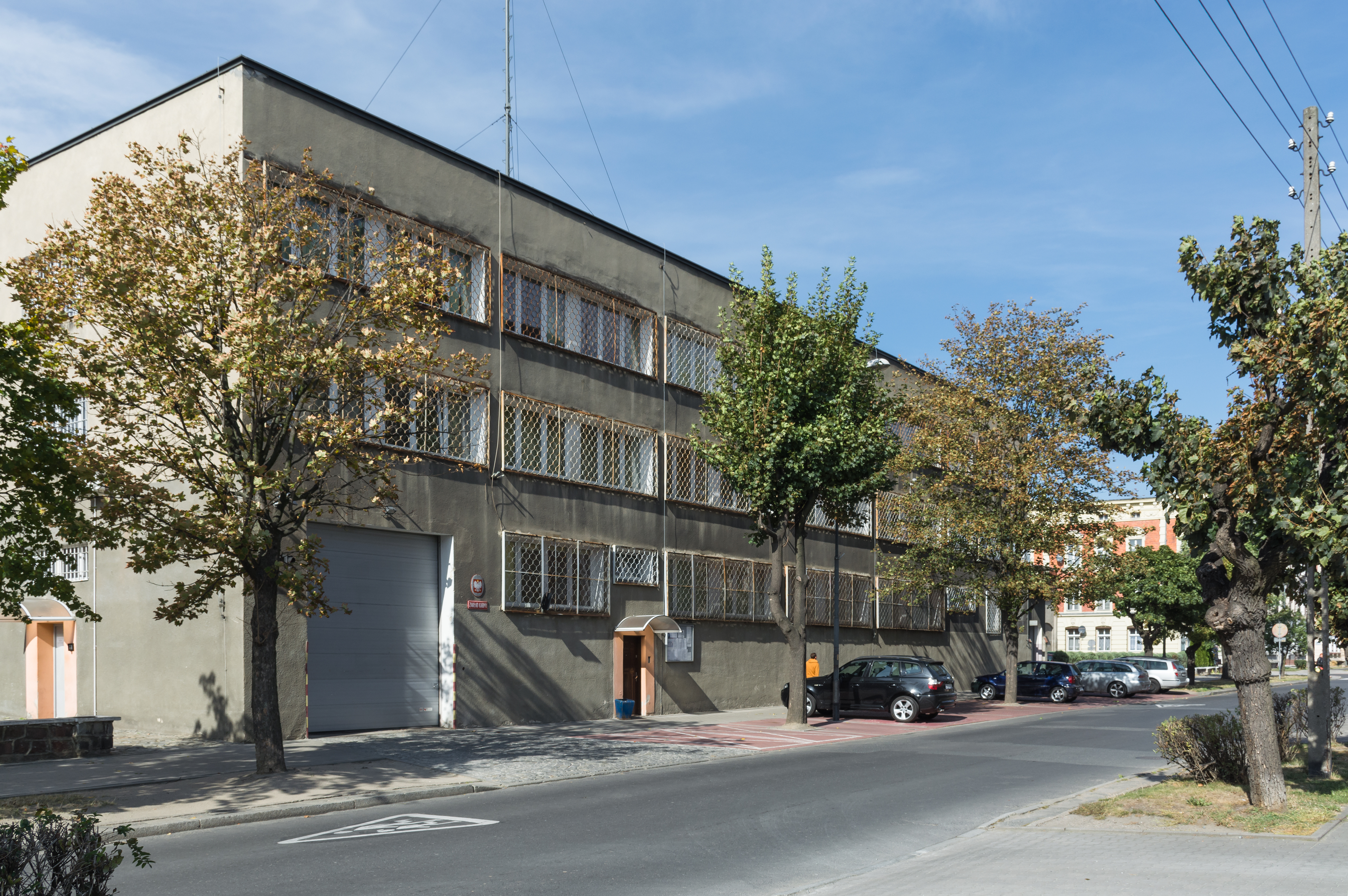
Budynek administracji

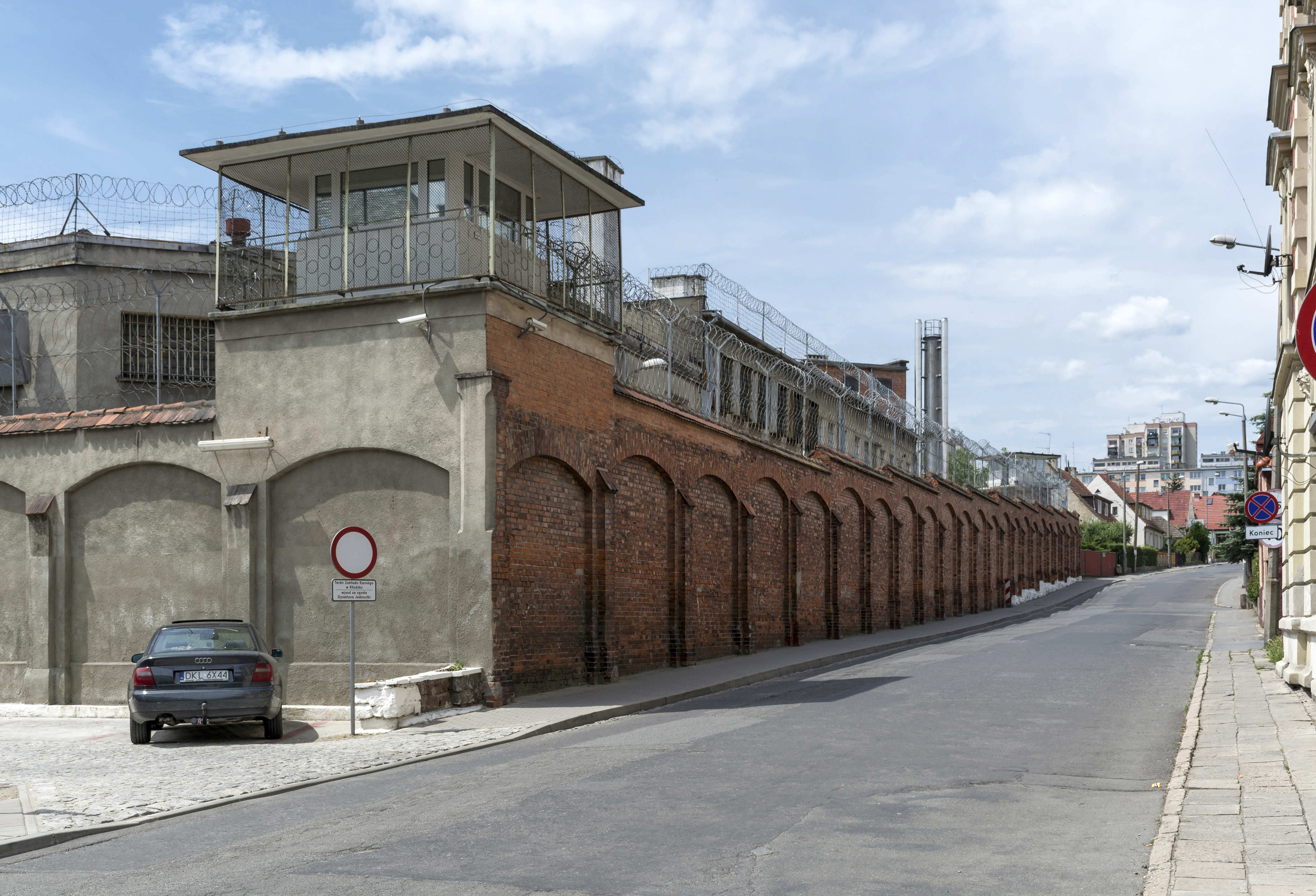
Mur północny

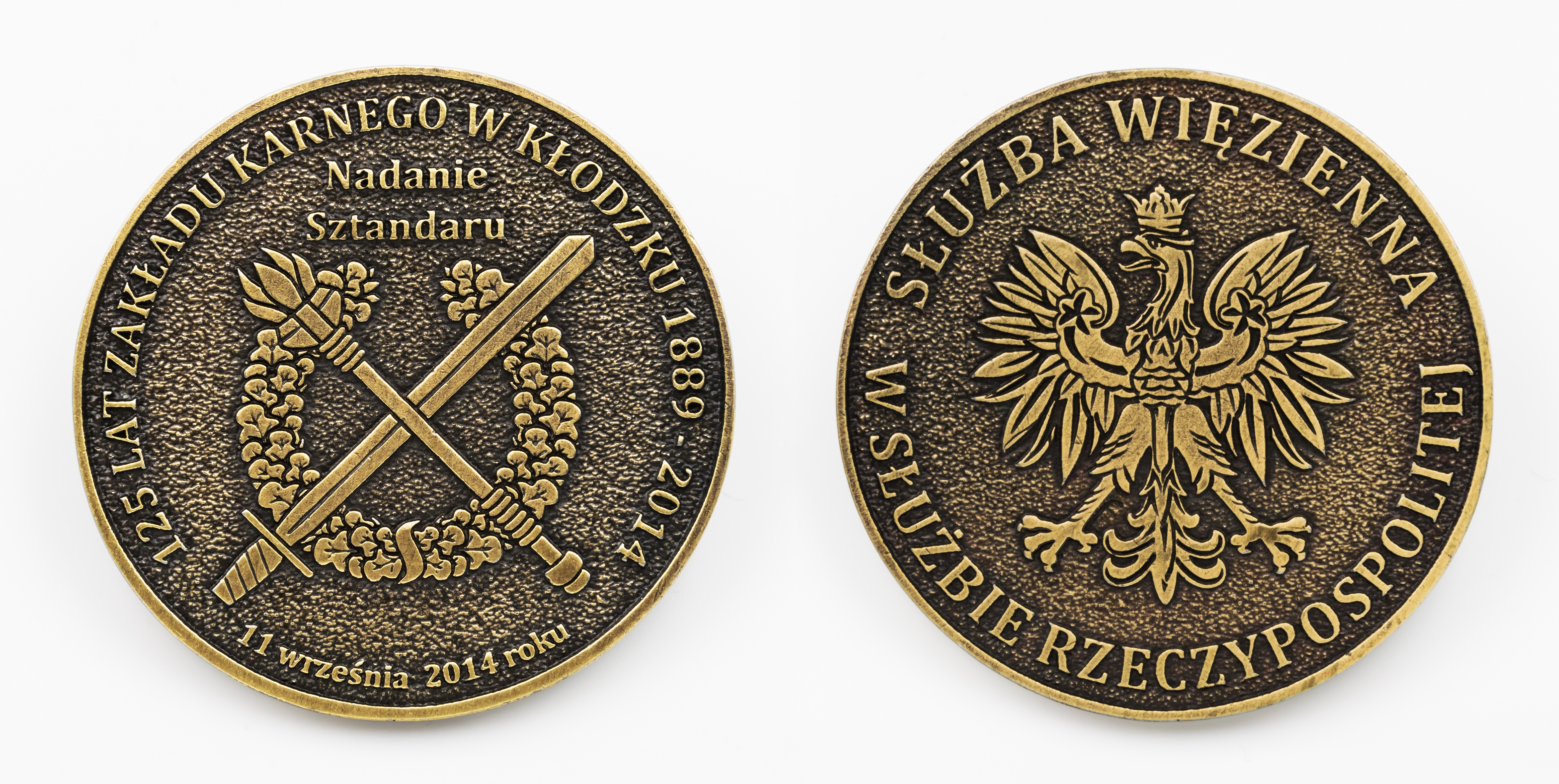
Medal upamiętniający 125-lecie zakładu

## Historia
Obiekt po raz pierwszy pojawił się na mapach z lat 80. XIX wieku. Budynki kłodzkiego więzienia zostały wzniesione w 1889 roku.
Podstawowy budynek został wybudowany w kształcie litery „Y”. Do zakładu po zakończeniu budowy przeniesiono więźniów przebywających wcześniej w Twierdzy Kłodzko. Kary orzekane przez sądy powszechne nazywane potocznie tzw. „karą twierdzy”, były wykonywane w górnej fortecy. Działalność tę dotyczącą wykonywania kary w fortecy zmieniono w 1939 r.
W roku 1928 powstał oddział przeciwgruźliczy. W okresie II wojny światowej więzienie było katownią osadzonych więźniów z krajów Europy okupowanych przez Niemcy. Po zakończeniu II wojny światowej, w maju 1945 r., zakład więzienny został przejęty przez władze polskie, które ustanowiły administrację wojskową. W okresie stalinowskim represjonowano tutaj m.in. Niemców, ale przede wszystkim żołnierzy podziemia i organizacji niepodległościowych oraz tych, którzy zostali uznani za „wrogów władzy ludowej”.
W pierwszych latach po wojnie warunki więzienne były fatalne: ciasnota, brud, wilgoć, brak dopływu światła do cel oraz złe wyżywienie. Szerzyły się choroby zakaźne, takie jak gruźlica. Wszystko to wpływało na stosunkowo wysoką śmiertelność więźniów. Sytuacja zaczęła poprawiać się w latach 50. XX w. Szpital działający przy więzieniu uchodził za czysty i zadbany. Oddział przeciwgruźliczy uruchomiono ponownie w 1951 r., działał do 1975 r. Powstał zewnętrzny ośrodek pracy. W okresie późniejszym zorganizowano Ośrodek Przystosowania Społecznego, który stanowił samodzielną od więzienia strukturę organizacyjną.
W roku 1990 Ośrodek Przystosowania Społecznego został rozformowany. Obiekty zostały podporządkowane pod administrację jednostki z nazwą – Zakład Karny Kłodzko. Teraz znajduje się tam oddział dla skazanych z niepsychotycznymi zaburzeniami psychicznymi i upośledzonych umysłowo. Poza tym w obiekcie funkcjonuje oddział dla skazanych uzależnionych od środków odurzających i substancji psychotropowych.
W Zakładzie Karnym w Kłodzku prowadzi działalność składnica akt. W zakładzie funkcjonuje klub honorowych dawców krwi, który w 2014 r. obchodził 15–lecie istnienia.
ZK Kłodzko jest rozgraniczony drogą publiczną (ul. Hołdu Pruskiego) stanowiąc dwa, wyodrębnione architektonicznie zespoły obiektowe. Dyrektorem zakładu jest ppłk Wiesław Zwiefka.

## Struktura organizacyjna
Na strukturę organizacyjną jednostki składają się:
- kierownictwo i stanowiska samodzielne
- dział kadr
- dział penitencjarny
- dział ochrony
- dział ewidencji
- dział finansowy
- dział kwatermistrzowski
- dział zatrudnienia osadzonych
- dział łączności i informatyki
- dział opieki zdrowotnej.

## Zadania
Dyrektor Zakładu Karnego Kłodzko realizuje zadania na podstawie ustawy z dnia 9 kwietnia 2010 r. o Służbie Więziennej. Do zadań realizowanych należy:
- wykonywanie tymczasowego aresztowania w sposób zabezpieczający prawidłowy tok postępowania karnego,
- ochrona społeczeństwa przed osobami osadzonymi w zakładzie karnym,
- zapewnienie w zakładzie karnym porządku i bezpieczeństwa,
- wykonywanie wszelkich czynności administracyjnych związanych z wykonywaniem tymczasowego aresztowania oraz kar i środków przymusu skutkujących pozbawienie wolności oraz dokumentowania tych czynności,
- organizowanie pracy sprzyjającej zdobywaniu umiejętności zawodowych,
- nauczanie oraz zajęcia kulturalno-oświatowe i sportowe,
- wdrażanie skazanych do readaptacji społecznej poprzez stwarzanie warunków sprzyjających do utrzymywania przez nich kontaktów z bliskimi osobami z wolności,
- zapewnienie osobom skazanym na kary pozbawienia wolności lub tymczasowo aresztowanym przestrzegania ich praw, a zwłaszcza humanitarnych warunków odbywania kary, poszanowania godności osobistej, zapewnienia opieki zdrowotnej i możliwości korzystania z posług religijnych.